# Adolf von Rhemen zu Barensfeld

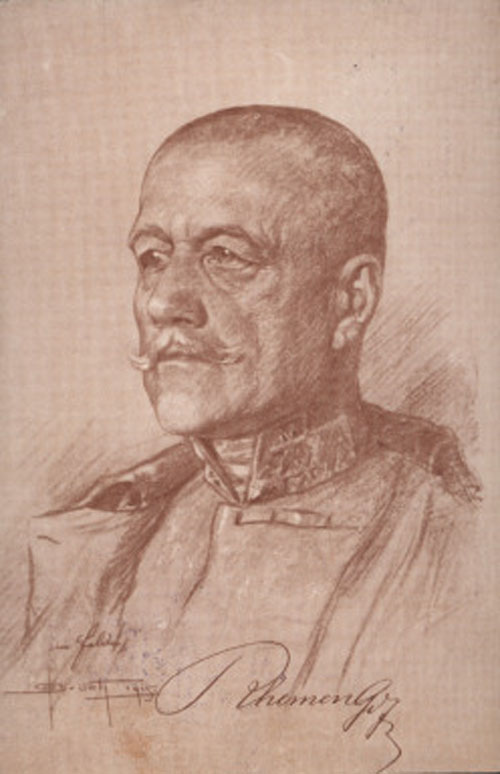
Von Rhemen zu Barensfeld im Jahr 1917

Adolf Freiherr von Rhemen zu Barensfeld, auch: Barnsfeld, (* 22. Dezember 1855 in Rastatt, einer anderen Quelle nach in Radstadt; † 11. Januar 1932 in Rekawinkel, Niederösterreich) entstammte einem in Österreich heimisch gewordenen Zweig der westfälischen Adelsfamilie Rhemen zu Barensfeld, war Wirklicher Geheimer Rat, k. u. k. Offizier (Generaloberst) und während des Ersten Weltkriegs Generalgouverneur in Pljevlja.

## Leben
Der Sohn des k. k. Generalmajors Peter Freiherr Rhemen zu Barensfeld (* um 1789; † 20. November 1872) besuchte ab 1872 die Theresianische Militärakademie in der Wiener Neustadt und wurde 1876 als Leutnant zum Infanterieregiment Nr. 14 ausgemustert. 1881 zum Oberleutnant ernannt, absolvierte er von 1882 bis 1884 die Kriegsakademie in Wien und wurde danach zum Hauptmann im Generalstabskorps befördert.
Er avancierte zügig in der Rangordnung: 1894 Major, 1899 Oberst und Generalstabschef des 13. Korps in Agram (Zagreb) und am 1. November 1905 (Rang vom 22. November des Jahres) Generalmajor. In dieser Funktion war er zuerst Kommandant der 72. Infanteriebrigade, sodann der 9. Gebirgsbrigade in Sarajewo, schließlich 1909 der 34. Infanterie-Truppendivision in Temeschwar (Timișoara).
Am 1. Mai 1910 (Rang vom 5. Mai des Jahres) erhielt er seine Beförderung zum Feldmarschallleutnant und wurde zwei Jahre Kommandant des 13. Korps, um 1913 Wirklicher Geheimer Rat und Kommandierender General in Agram zu werden.
Als General der Infanterie (mit Rang vom 24. April 1914) kämpfte er ab Kriegsbeginn mit seinen Truppen in Serbien, dann in den Karpaten sowie in Ostgalizien und wurde am 6. Juli 1916 trotz Einspruch des ungarischen Ministerpräsidenten István Tisza Generalgouverneur von Serbien.
Zum 1. Mai 1917 wurde er zum Generaloberst befördert. Er kämpfte an der mazedonischen Front gegen die Ententemächte unter dem Befehl des französischen Generals Louis Félix Marie Franchet d’Espèrey und musste sich Ende Oktober aus seinen Stellungen zurückziehen.
Am 3. Oktober 1918 versuchte die Gattin des serbischen Oberleutnants Boženović ein Pistolenattentat auf von Rhemen, das von seinem Personaladjutanten gerade noch verhindert werden konnte.
Der Freiherr war unter anderem Träger des Großkreuzes des Königlich-Ungarischen Sankt Stephans-Ordens.